# يحيى الأحمدي
يحيى الأحمدي (14 مايو 1954 -   27 فبراير 2011) هو كاتب وأستاذ جامعي مصري.

## مولده ونشأته
ولد يحيى أحمد مرزوق محمد الأحمدى يوم الجمعة 14 مايو 1954،  من مواليد مركز ملوي محافظة المنيا خامس أولاد أبيه أحمد مرزوق، في إحدى مراكز محافظة المنيا في الصعيد الأوسط المصري، كان والده أحمد مرزوق رقيق الحال يعمل تاجر مني فاتورة، أدخله أبوه كتاب القرية لتعلم العربية وتلاوة القرآن الكريم وحفظ جزءا كبيرا منه في مدة قصيرة أذهلت شيخه وأترابه ووالده الذي كان يصحبه أحياناً لحضور حلقات الذكر، والاستماع لسيرة أبو زيد الهلالي، هذا النبوغ هو الذي دفع الأب أن يدخله مدرسة راهبات القديس يوسف دوناً عن بقية إخوته رغم بهاظة تكاليفها في ذلك الوقت إلا أن ذلك لم يمنع الوالد الخبير بأن يتنبأ لهذا الولد أن ينبغ وسط إخوته وزملائه.

## العمل
- أستاذ علم النفس بكلية التربية جامعة المنيا وفي عدد من جامعات مصر المختلفة واستشارى العلاقات الاسرية جامعة دبلن وزميل جامعة لورينز.
- خبير واستشاري العلاقات الزوجية بمصر والدول العربية.
- استشاري التنمية البشرية والعلاقات الإنسانية بمركز تدريب شركة بوك سيتي للاستشارات التدريبية - القاهرة - مصر.

## البرامج
- ضيف دائم ببرنامج الدين والحياة على قناة الحياة.
- مقدم برنامج «استشارات نفسية» على قناة بداية.
- مقدم برنامج «للحياة أسرار» على قناة لايف ستايل.
- مقدم برنامج «همس السهارى» على قناة عين (إيه آر تي) لمدة ستة أشهر عام 2008.
- مقدم برنامج «السيد وسي أمينة» على إذاعة نجوم اف ام.
- مقدم برنامج «البساط أحمدي» على قناة الناس لمعالجة قضايا الأسرة ومناقشتها بأسلوب متفرد مميز وهو آخر برنامج قدمه قبل وفاته.
- كاتب بمجلة كل الناس - القاهرة - مصر.
- كاتب بمجلة كل الأسرة - الشارقة - الإمارات العربية المتحدة.[4]

## مؤلفاته
له عدد من الكتب والمؤلفات:
- غير حياتك.. الآن وفورا.
- امرأة واحدة تكفي جدا.
- حتى لا تصبحين مطلقة.
- البساط أحمدى.
- قضايا سيكولوجية.
- باقة أشواك.
- ترويض الرجل.
- لفظ أنفاس القلم.
- سيكولوجية الفروق الفردية.
- حفنة سهاد.
- الهروب إلى الأمام (آخر مؤلفاته قبل وفاته).[5]

## وفاته
توفي يوم الأحد 27 فبراير 2011م، وكان سبب الوفاة أنه قام باجراء جراحة تغيير شرايين القلب وتوفي عقب العملية نتيجة خطأ طبي أدخلته في غيبوبة لمدة 37 يوما ثم استرد الله أمانته وذلك في محافظة المنيا.